# Vaux (Haute-Garonne)
Vaux is een gemeente in het Franse departement Haute-Garonne (regio Occitanie) en telt 223 inwoners (1999). De plaats maakt deel uit van het arrondissement Toulouse.

## Geografie
De oppervlakte van Vaux bedraagt 10,3 km², de bevolkingsdichtheid is 21,7 inwoners per km².
De onderstaande kaart toont de ligging van Vaux (Haute-Garonne) met de belangrijkste infrastructuur en aangrenzende gemeenten.

## Demografie
De figuur toont het verloop van het inwonertal (bron: INSEE-tellingen).